# Краус, Карл
Карл Краус (нем. Karl Kraus, 28 апреля 1874, Йичин, тогда Австро-Венгрия, ныне Чехия — 12 июня 1936, Вена, Австрия) — австрийский писатель, поэт-сатирик, литературный и художественный критик, фельетонист, публицист.

## Биография и творчество

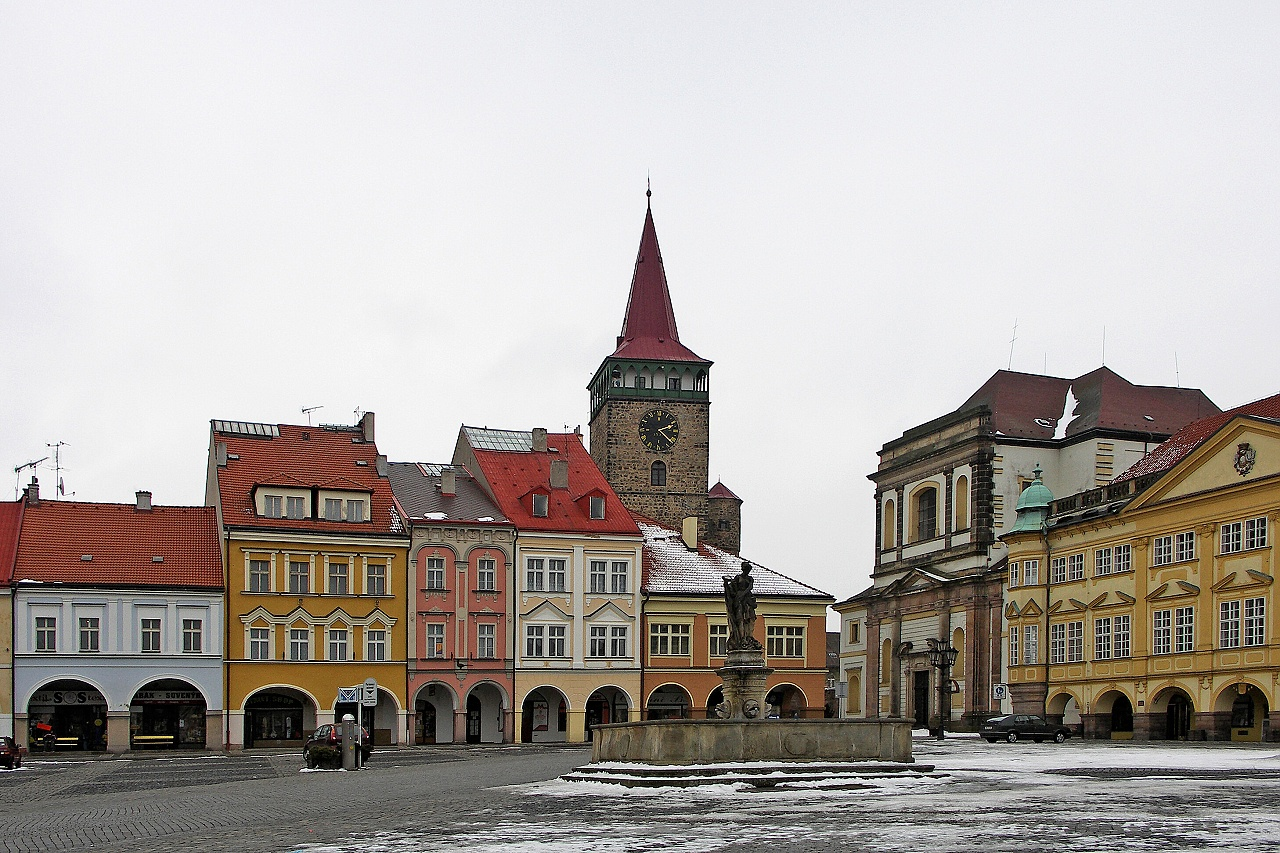
Йичин, центральная площадь

Карл Краус родился в Богемии в богатой еврейской семье, в 1877 году переехавшей в Вену. В 1892 году поступил на юридический факультет, в этот же период выступил как литературный критик, пробовал свои силы на сцене. В 1894 году перешёл на факультет философии и литературы, в 1896 году оставил университет, не получив диплома.
В этот период подружился с Петером Альтенбергом, вошёл в кружок «Молодая Вена» (Герман Бар, Гофмансталь, Шницлер, Феликс Зальтен и др.). Через год порвал с ним, опубликовав памфлет Die demolierte Literatur. Выступил с резкой критикой сионизма Теодора Герцля. В 1899 году начал издавать собственный журнал «Факел», который выпускал вплоть до смерти, сделал его влиятельнейшим изданием эпохи.

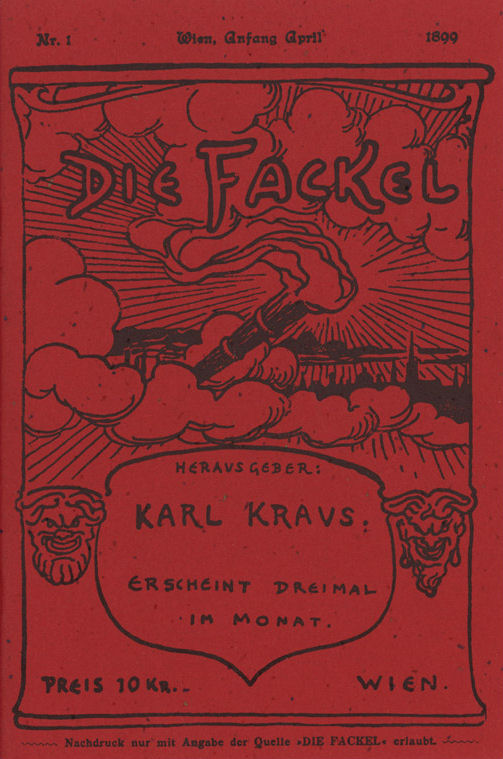
Первый номер журнала «Факел»

На его страницах публиковались крупнейшие писатели и художники: Альтенберг, Демель, Кокошка, Ласкер-Шюлер, Генрих Манн, Шёнберг, Стриндберг, Тракль, Верфель, Оскар Уайльд и др. С 1911 года Краус стал в журнале единственным автором. В том же году он принял католицизм. Параллельно Краус выступал с публичными лекциями и чтениями — к 1936 году он провел их около 1700 не только в Вене, но и в Берлине и Праге. В 1923 году он покинул католическую церковь.
Крупнейшим произведением Крауса стала сатирическая драма в жанре «мирового обозрения» «Последние дни человечества» (1915—1919), во многом построенная на актуальных материалах европейских газет. Кроме того, Краус известен своими афоризмами (собраны в книге «Обращенное в слово», нем. Beim Wort genommen, 1955).
Изображен на австрийской почтовой марке 1974 года.

## Избранные сочинения
- Die demolirte Literatur (1897)
- Eine Krone für Zion (1898)
- Sittlichkeit und Kriminalität (1908)
- Sprüche und Widersprüche (1909)
- Die chinesische Mauer (1910)
- Pro domo et mundo (1912)
- Nestroy und die Nachwelt (1913)
- Worte in Versen (1916—1930)
- Die letzten Tage der Menschheit (1918)
- Weltgericht (1919)
- Nachts (1919)
- Untergang der Welt durch schwarze Magie (1922)
- Literatur (1921)
- Traumstück (1922)
- Die letzten Tage der Menschheit: Tragödie in fünf Akten mit Vorspiel und Epilog (1922)
- Wolkenkuckucksheim (1923)
- Traumtheater (1924)
- Die Unüberwindlichen (1927)
- Epigramme (1927)
- Die Unüberwindlichen (1928)
- Literatur und Lüge (1929)
- Shakespeares Sonette (1933)
- Die Sprache (1937)
- Die dritte Walpurgisnacht (posthumous, 1952)

## На русском языке
- Детерминизм / Пер. Виктора Топорова // Западноевропейская поэзия XX века. — М.: Художественная литература, 1977. — С. 29.
- Золотое сечение. М.: Радуга, 1988. С. 198-201, 573-575.
- Последние дни человечества // Cheapcherrylibrary